# ResearchGate
ResearchGate es una red social en Internet y una herramienta de colaboración dirigida a personas que hacen ciencia de cualquier disciplina. La plataforma ofrece acceso gratuito a las aplicaciones Web 2.0 más modernas, por ejemplo una búsqueda semántica de artículos de revistas científicas en una base de datos con más de 35 millones de registros, foros, grupos de discusión, etc. En solo dos años, la plataforma con sede en Boston y Berlín había alcanzado 1 400 000 integrantes, y en mayo de 2013 ya contaba con 2 800 000 personas, muchas de ellas hispanohablantes. En 2012 se anunció la posibilidad de lanzar versiones de la página en varios idiomas, incluyendo el castellano.
Entre otras herramientas, ResearchGate ha desarrollado un motor de búsqueda semántica que navega por los recursos internos y externos de investigación de las principales bases de datos, incluyendo PubMed, CiteSeer, arXiv y la Biblioteca de la NASA, entre otros, para encontrar los mejores resultados en trabajos de investigación. Este motor de búsqueda permite hallar resultados más precisos procesando resúmenes científicos mediante el análisis de una mayor cantidad de términos utilizados en la búsqueda de palabras clave.
Este principio semántico también funciona en la creación de sus integrantes. El punto de partida para cada persona investigadora es la creación de un perfil personal a través del cual, y mediante la información proporcionada por ella misma, la plataforma pondrá a su disposición grupos de interés, personas y literatura afín al perfil e intereses de investigación que podrían interesarle.
En total, más de 1100 grupos se han creado dentro de ResearchGate. Estos grupos pueden ser abiertos a todas las personas o pueden configurarse como grupos privados. Cualquier integrante puede crear un nuevo grupo en cualquier momento. Cada grupo cuenta con programas informáticos de colaboración, por ejemplo, una herramienta de distribución de archivos que permite a las personas colaborar con sus colegas sobre la escritura y edición de documentos.
Varias organizaciones científicas y conferencias utilizan ResearchGate como un lugar de encuentro para ultimar detalles, colaborar y comunicarse. La plataforma también ha desarrollado subcomunidades privadas para las grandes organizaciones, abiertas solo a integrantes de la respectiva institución. Otra de sus herramientas principales es la incorporación de una bolsa de trabajo internacional para la comunidad científica. La búsqueda de trabajos puede filtrarse mediante palabras clave, posición y país.
En 2009, ResearchGate también entró en la escena del acceso libre a la información al desarrollar una herramienta de ayuda a quienes trabajan en investigación para cargar sus publicaciones, respetando en todo momento los derechos de autor. Así, cualquier integrante puede leer y descargar publicaciones gratuitas.
Una de sus secciones de mayor éxito es la de "Haz preguntas, obtén respuestas" en la que los investigadores pueden encontrar posibles soluciones a sus problemas de investigación. Actualmente, cuenta con 200.000 preguntas y 1 millón de respuestas, un 75% de las cuales son contestadas en 48 horas.

## Empresa
El 8 de septiembre de 2010, ResearchGate anunció financiación adicional. La fuente de financiación es Benchmark Capital, que opera en Silicon Valley y que  anteriormente ha invertido en reconocidos servicios en línea como Twitter y eBay. Otro inversor conocido en la empresa es la oficina de Accel Partners en Silicon Valley, que es uno de los inversores de Facebook del servicio social.

## Características
Cada investigador tiene un perfil personal diseñado para parecerse a un currículum de investigación. El perfil resume los intereses, la formación, los proyectos, la experiencia y los datos de contacto del investigador, entre otros. El perfil también proporciona un índice de publicaciones individuales y una biblioteca de artículos, actas de conferencias, capítulos de libros y patentes.
Las bibliotecas permiten que otros investigadores conozcan sus artículos favoritos y quién más los está leyendo. También proporciona una forma rápida de guardar artículos y la capacidad de exportar metadatos a su administrador de software favorito. Los blogs personales permiten a los investigadores publicar noticias e ideas interesantes para una amplia gama de audiencias académicas.
Para mantenerse al día y mantenerse conectados, los investigadores pueden seguir los perfiles de los demás para recibir automáticamente actualizaciones sobre sus noticias.
Además, el servicio permite a los usuarios contactarse entre sí directamente. Los diagramas de red representan conexiones de investigadores, grupos y publicaciones y proporcionan una forma interactiva de descubrir contenido en la plataforma.
ResearchGate se toma la privacidad muy en serio. Los miembros siempre tienen control total sobre la visibilidad de los datos y la información que proporcionan en su perfil.
Los miembros pueden descargar una copia del material antes o después de la prueba. Además, se anima a los investigadores a subir no solo los resultados positivos, sino también los resultados de proyectos o experimentos fallidos; se almacenan en un área separada pero con capacidad de búsqueda.
ResearchGate busca publicaciones de miembros en varias bases de datos importantes, por ejemplo PubMed, arXiv, IEEE, RePEC y CiteSeer, lo que permite la creación automática de listas de publicaciones. Las listas también se pueden crear o agregar manualmente, o importar desde una base de datos de administración de referencia como EndNote.
También rastrea sitios y archivos académicos, por lo que si tiene documentos en archivos de Exeter y ORE, es muy fácil crear perfiles y publicar listas. Los miembros se suscriben automáticamente a los feeds de los coautores para que puedan ver su trabajo y conectarse con los coautores. ResearchGate brinda la capacidad de buscar y filtrar en una variedad de temas: autores, organizaciones, revistas, publicaciones y más.
Además, los miembros pueden solicitar copias de los materiales al autor si dichos materiales no están disponibles gratuitamente. Finalmente, Google indexa el texto completo de los artículos cargados en ResearchGate. ResearchGate conecta a los investigadores con temas y disciplinas específicos; los miembros pueden elegirlos o cambiarlos en cualquier momento. Los miembros pueden seguir y seguir los trabajos de investigación de otros en su campo.
ResearchGate contiene información útil sobre evaluaciones, como factores de impacto, métricas y algunos detalles sobre la política de acceso abierto; En este sentido, ayuda a recopilar información en un solo lugar. Asimismo, sostiene que el mundo de la ciencia está cambiando y que su banco de trabajo ayuda al investigador a ser parte de él.